# Туррьентес, Беньят
Беньят Туррьентес Имас (исп. Beñat Turrientes Imaz; род. 31 января 2002, Беасайн, Страна Басков) — испанский футболист, полузащитник клуба «Реал Сосьедад». Победитель Олимпийских игр 2024 в Париже.

## Клубная карьера
Террьентес — воспитанник клуба «Реал Сосьедад». В 2020 году для получения игровой практики он начал выступать за дублирующую команду. В 2021 году Беньят помог резервной команде впервые за 59 лет выйти в Сегунду. 26 сентября в матче против «Эльче» он дебютировал в  Ла Лиге.

## Международная карьера
В 2019 году в составе юношеской сборной Испании Террьентес принял участие в юношеском чемпионате Европы в Ирландии. На турнире он сыграл в матчах против команд Венгрии, Нидерландов, Австрии и Германии. 
В том же году Туррьентес принял участие в юношеском чемпионате мира в Бразилии. На турнире он сыграл в матчах против команд Аргентины, Таджикистана, Камеруна, Сенегала и Франции.
В 2024 году Туррьентес был включён в заявку олимпийской сборной Испании на участие в Олимпийских играх в Париже. На турнире он сыграл в матчах против команд Узбекистана, Доминиканской Республики, Египта, Японии, Марокко и Франции. 

## Достижения
Международные
 Испания (олимп.)
- Победитель Олимпийских игр — 2024